# Lilla Hällesvattnet
Lilla Hällesvattnet är en sjö i Uddevalla kommun i Bohuslän och ingår i Bäveåns huvudavrinningsområde. Sjön är 9 meter djup, har en yta på 0,023 kvadratkilometer och är belägen 125 meter över havet.